# Комаров, Меркурий Елеазарович
Мерку́рий Елеаза́рович Комаро́в (1828—1894) — промышленный и общественный деятель Российской империи.

## Биография
Родился в деревне Кузовлево Рыбинского уезда Ярославской губернии. Пользовался громадным влиянием среди московского купечества, много сделал для улучшения качеств московских фабрикатов. Был возведён в потомственное дворянство. Комаров был щедрым жертвователем во многие благотворительные учреждения Петербурга и умер в должности председателя совета дома призрения и ремесленного образования детей в Петербурге. На средства Комарова был издан капитальный труд сенатора Семёнова по истории освобождения крестьян, «Дарвинизм» Н. Данилевского и др.
Владел поместьем в селе Вощиково (ныне Пошехонский район Ярославской области).
Умер 15 марта 1894 года в Санкт-Петербурге Похоронен в селе Ильинское на Эге Пошехонского уезда.